# 생태통로

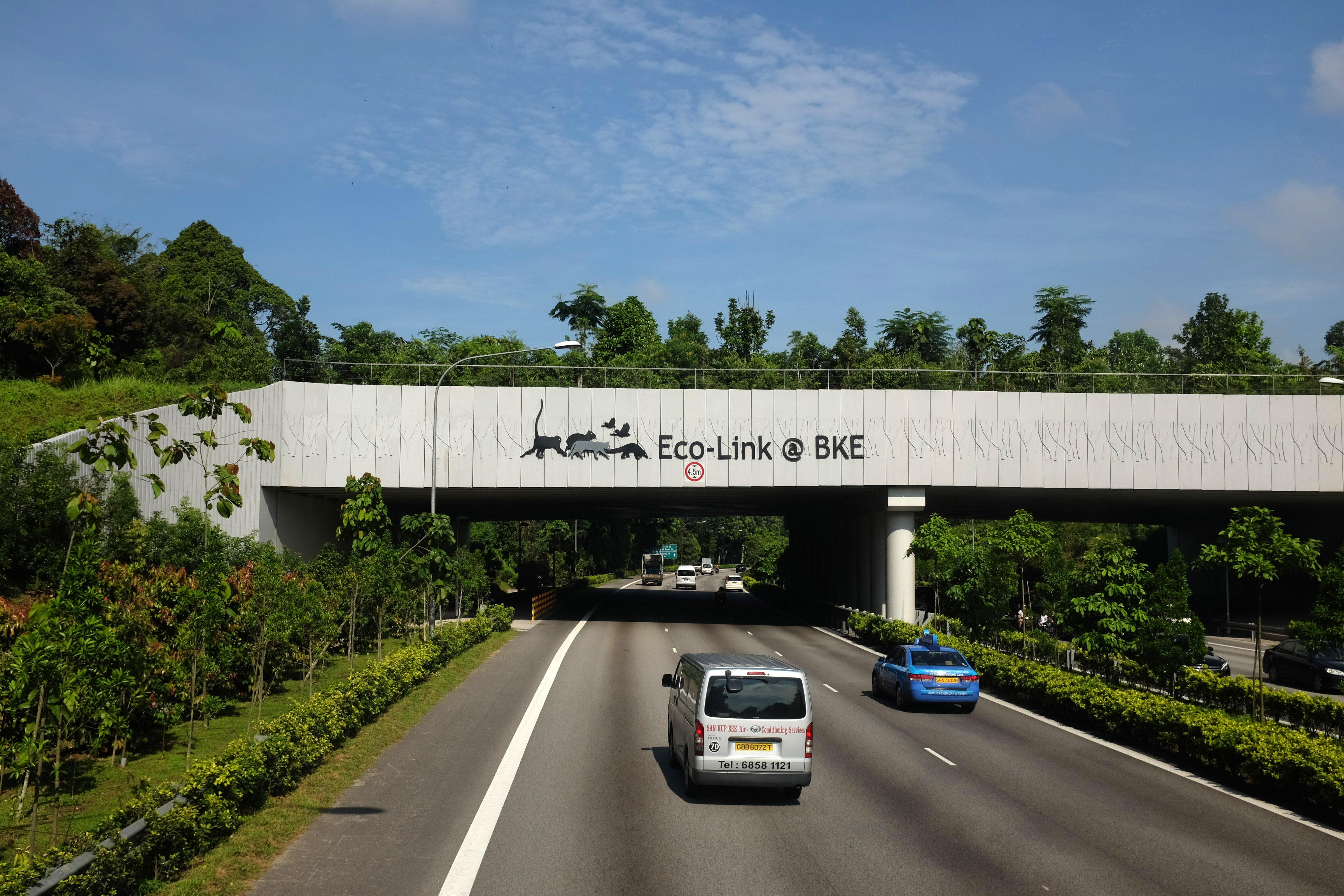

생태통로(生態通路, wildlife corridor)는 인간의 활동(도로・철도・댐・농업・개간・벌목・도시화 등)으로 인해 야생생물의 서식지가 단절되었을 때, 단절된 서식지들 사이의 연결이 가능하도록 개발하지 않고 남겨두거나 인공적으로 조성한 가늘고 긴 통로 형태의 환경 또는 구조물이다. 서식지 크기가 작아지면 근친상간 확률이 높아져 유전적 다양성이 저해되는 등 다양한 악영향이 있으며, 산불이나 질병으로 인해 작은 서식지에 밀집된 개체군이 떼죽음을 당할 수도 있다. 생태통로는 이러한 인간의 활동으로 인한 악영향을 완화하기 위해 조성 및 유지된다.

## 생태통로를 이용하는 생물
종은 일반적으로 두 그룹 중 하나로 분류될 수 있다. 통로(passage) 이용자 및 복도(corridor) 이주자.
통로 이용자는 짧은 기간 동안 복도를 점유한다. 이 동물들은 계절 이동, 새끼의 분산, 넓은 서식지 사이의 이동 등의 사건을 위해 복도를 이용한다. 대형 초식동물, 중대형 육식동물, 철새종 등의 동물이 통로 이용자이다.
복도 거주자는 며칠에서 몇 년까지 통로를 차지할 수 있다. 식물, 파충류, 양서류, 새, 곤충 및 작은 포유류와 같은 종은 선형 서식지에서 평생을 보낼 수 있다. 이 경우 통로는 해당 종을 지원할 수 있는 충분한 자원을 제공해야 한다.

## 평가
야생 동물 통로의 전반적인 성공은 아직 확실하게 입증되지 않았다. 복도는 토지의 분열을 방지하기 위한 대체물이 아니다. 그러나 이는 증가하는 도시화와 서식지 파괴에 맞서 인구를 강화하는 데 도움이 될 수 있다.
일부 종은 이주 및 짝짓기 패턴에 따라 서식지 통로를 활용할 가능성이 높으므로 통로 설계가 특정 종을 대상으로 하는 것이 필수적이다. 식물은 도로 가장자리를 복도로 사용할 수 있지만 일부 포유류는 도로를 건너지 못할 수도 있다.
일반적으로 복도에 사용할 수 있는 공간이 매우 제한되어 있으므로 일반적으로 완충 장치가 추가되지 않는다. 완충 구역이 없으면 복도는 인간의 토지 이용 변화로 인한 교란의 영향을 받을 수 있다. 복도가 침입종의 확산을 도와 여러 개체군을 위협할 가능성이 있다.
불행하게도 복도 구현의 또 다른 제한 요소는 건설 비용이 매우 높다는 것이다. 토지 연결의 효율성에 대한 결론이 나지 않은 데이터로 인해 적절한 자금을 확보하는 것이 어려울 수 있다.
야생동물 통로가 서식지와 야생동물 개체군 단편화에 대한 해결책으로 제안되었지만, 연결성을 보호하는 것과 비교할 때 모든 생물다양성을 위한 보전 전략으로 광범위하게 유용하다는 증거는 거의 없다.

## 같이 보기
- 암거
- 서식지 파괴
- 해양보호구역
- 로드킬
- 야생동물 이동 통로